# Перфолента

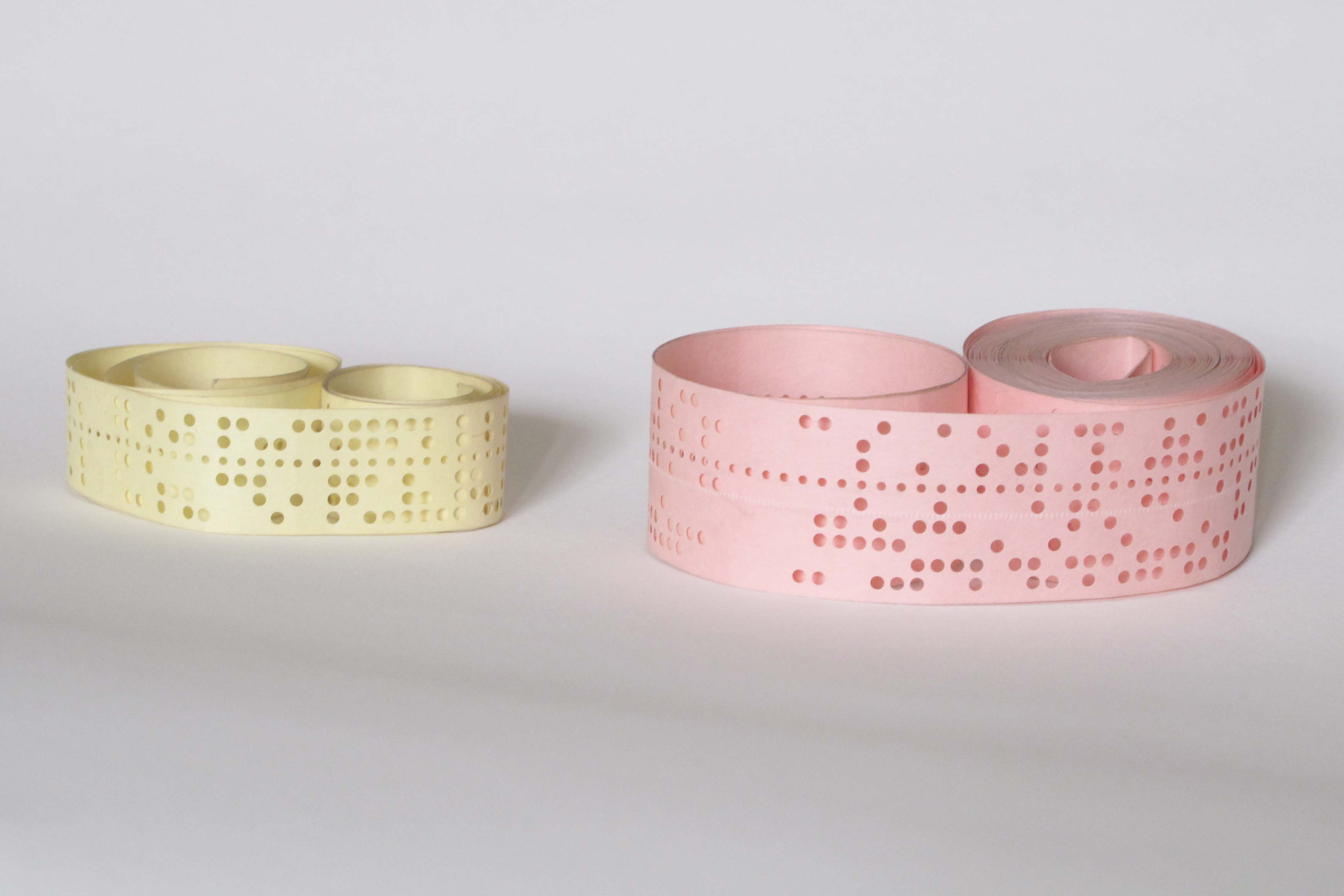
Пяти- и восьмирядная перфолента

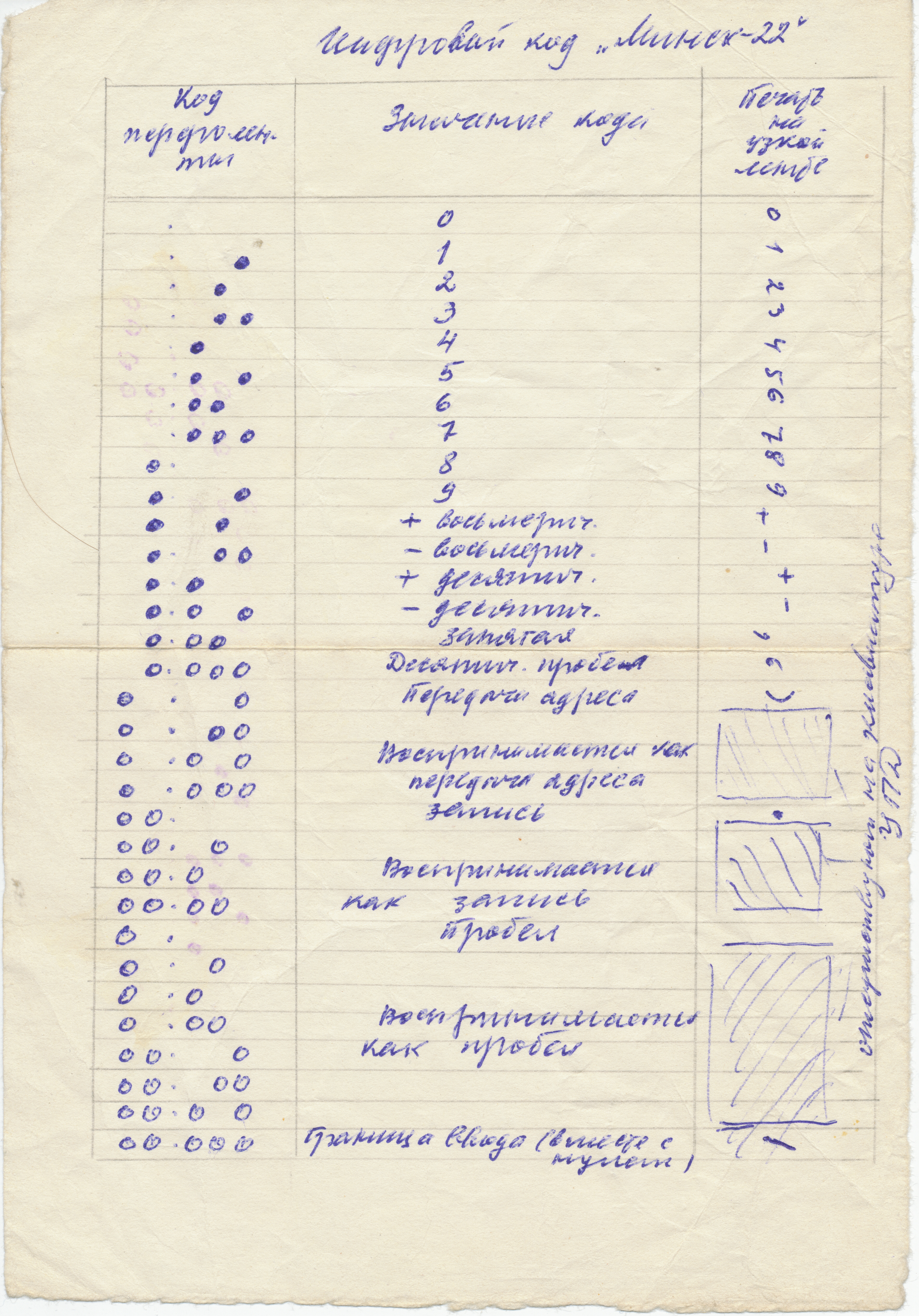
Памятка программиста, 1960-е годы. Машинный код «Минск-22»: код перфоленты и значение кода

Перфоле́нта (сокр. от «перфорированная лента») — носитель информации в виде бумажной, нитроцеллюлозной или ацетилцеллюлозной ленты с отверстиями. Первые перфоленты использовались с середины XIX века в телеграфии, отверстия в них располагались в несколько рядов (кодовых дорожек), число которых зависело от используемого телеграфного кода; в частности, азбука Морзе записывалась двумя рядами, код Бодо — пятью. Впоследствии была популярным носителем информации для ЭВМ (примерно до середины 1980-х годов). Практически повсеместно вытеснена другими носителями информации. В настоящее время в России существует вид телеграммы «криптограмма на перфоленте».

## История возникновения

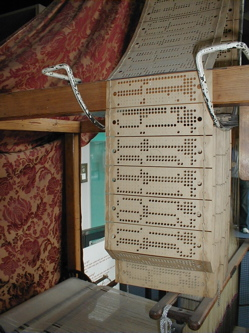
Серия из перфокарт, использовавшихся в ткацких станках Жаккарда

Прообразом перфолент стали перфокарты, начавшие использоваться в XIX веке для управления жаккардовыми ткацкими станками. Объединённые особым образом перфокарты образовывали ленту, которую можно удобно изменять. Постепенно этот поток поступающих карт с данными эволюционировал в одну «непрерывную карту» или ленту.

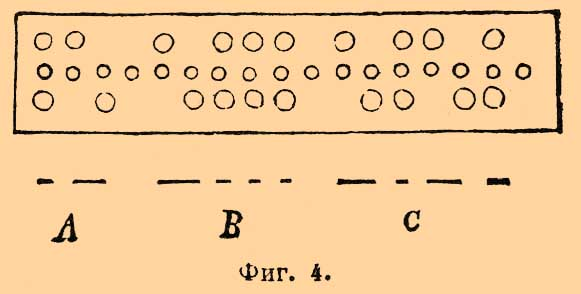
Перфолента с азбукой Морзе

Перфолента использовалась в автоматическом телеграфном аппарате Ч. Уитстона, созданном в 1858 году. Пробитые в ней кодовые отверстия обозначали точки и тире азбуки Морзе, что позволяло передавать до 500 символов в минуту — в пять-шесть раз больше, чем при ручной работе посредством телеграфного ключа. В дальнейшем перфоленты использовались и в телетайпах.

## Типы лент

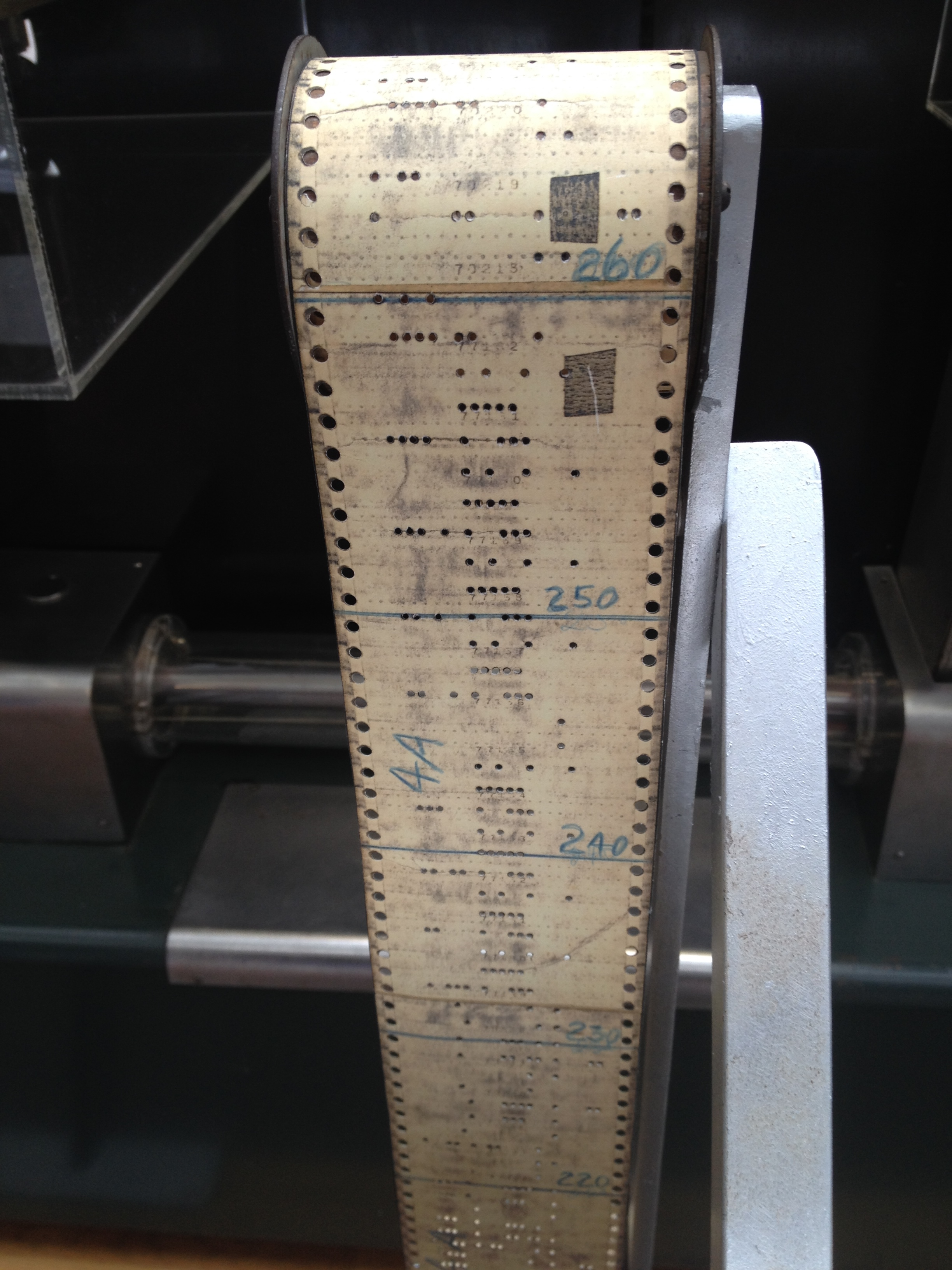
Перфолента для компьютера Марк I, содержащая отметки объёма программы

С 1940-х годов перфоленты стали использоваться в качестве носителя информации для первых электромеханических вычислительных машин. В одном из первых таких устройств, компьютере Марк I, использовались перфоленты с разрядностью в 24 бита.

Слово Wikipedia в коде ASCII, записанное на семирядной перфоленте

Позднее оформились стандарты на перфоленты, предусматривающие использование пяти- и восьмирядных лент. В СССР форматы лент, аналогичные западным, были закреплены в ГОСТ 10860, также допускавшем использование пяти- и восьмирядных лент.
В середине ленты расположена дополнительная дорожка с более мелкой перфорацией, так называемая «транспортная дорожка». Она служит для перемещения ленты с помощью зубчатого колеса. В ручных оптических считывателях она используется как индексная (тактовая) дорожка. При указании количества рядов (бит) эту дорожку не учитывают.
Благодаря простоте устройств ввода-вывода перфолента получила распространение в компьютерной технике. Поздние компьютерные перфоленты имели ширину 7 или 8 рядов и использовались для записи кода ASCII или производных от него кодов (в частности, КОИ-7 и КОИ-8). Существовали ленты и с другим количеством рядов (даже с 2 рядами). Перфоленты использовались в мини-компьютерах для ввода-вывода информации и для управления станками с ЧПУ до середины 1980-х годов и впоследствии были вытеснены магнитными носителями информации.
Недостатком бумажных, наиболее массовых, перфолент по сравнению с перфокартами являлась низкая механическая прочность ленты и невозможность «ручного редактирования» текстовых файлов (добавлением или заменой перфокарт в колоде). По сравнению с магнитными лентами основными недостатками перфолент была низкая скорость чтения/записи, низкая плотность и невозможность перезаписи информации.

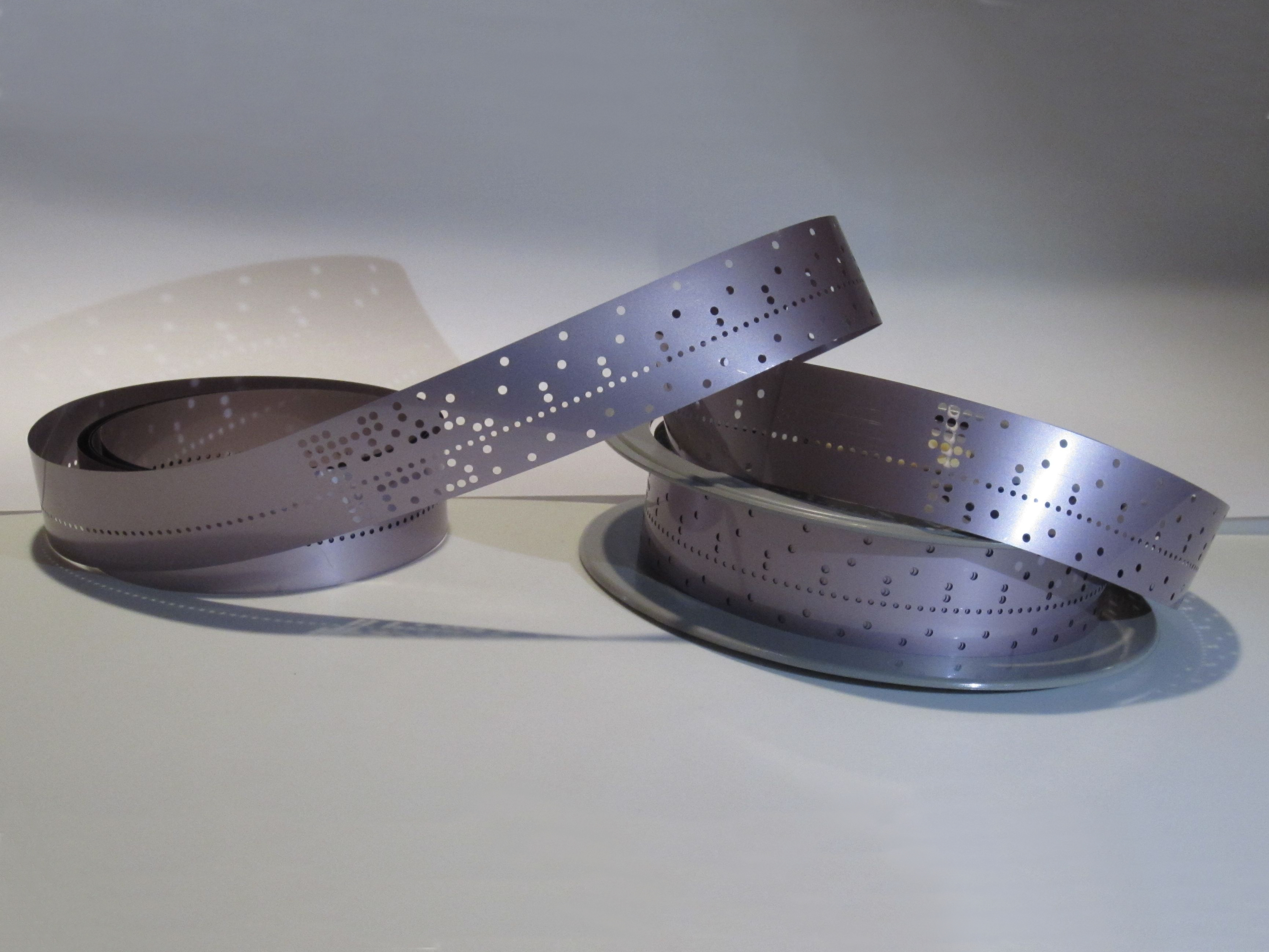
Восьмирядная перфолента из майлара

Были попытки использовать ленты из пластиков, таких как лавсан (майлар), но это требовало специального оборудования для записи.
Максимальная скорость записи — до 80—150 байт/с, максимальная скорость считывания — до 1500 байт/с (например, с помощью фотосчитывателя FS1501). Перфолента при этом движется со скоростью до 4 м/с (при плотности записи 2,54 мм/байт). Способ записи — механический (например, пробивающие перфораторы ПЛ20, ПЛ-80 и др.), способ считывания — как механический (например, 8-контактный считыватель Soemtron 472/3), так и оптический (фотосчитыватели FS751, FS1501 и др.). При записи бумажные кружочки от пробитых отверстий попадают в съёмный контейнер. Со стороны выхода перфоленты из считывающего устройства может размещаться подмотчик перфоленты.

Перфолента со специально подобранной последовательностью кодов, имитирующей понятный текст

## В искусстве

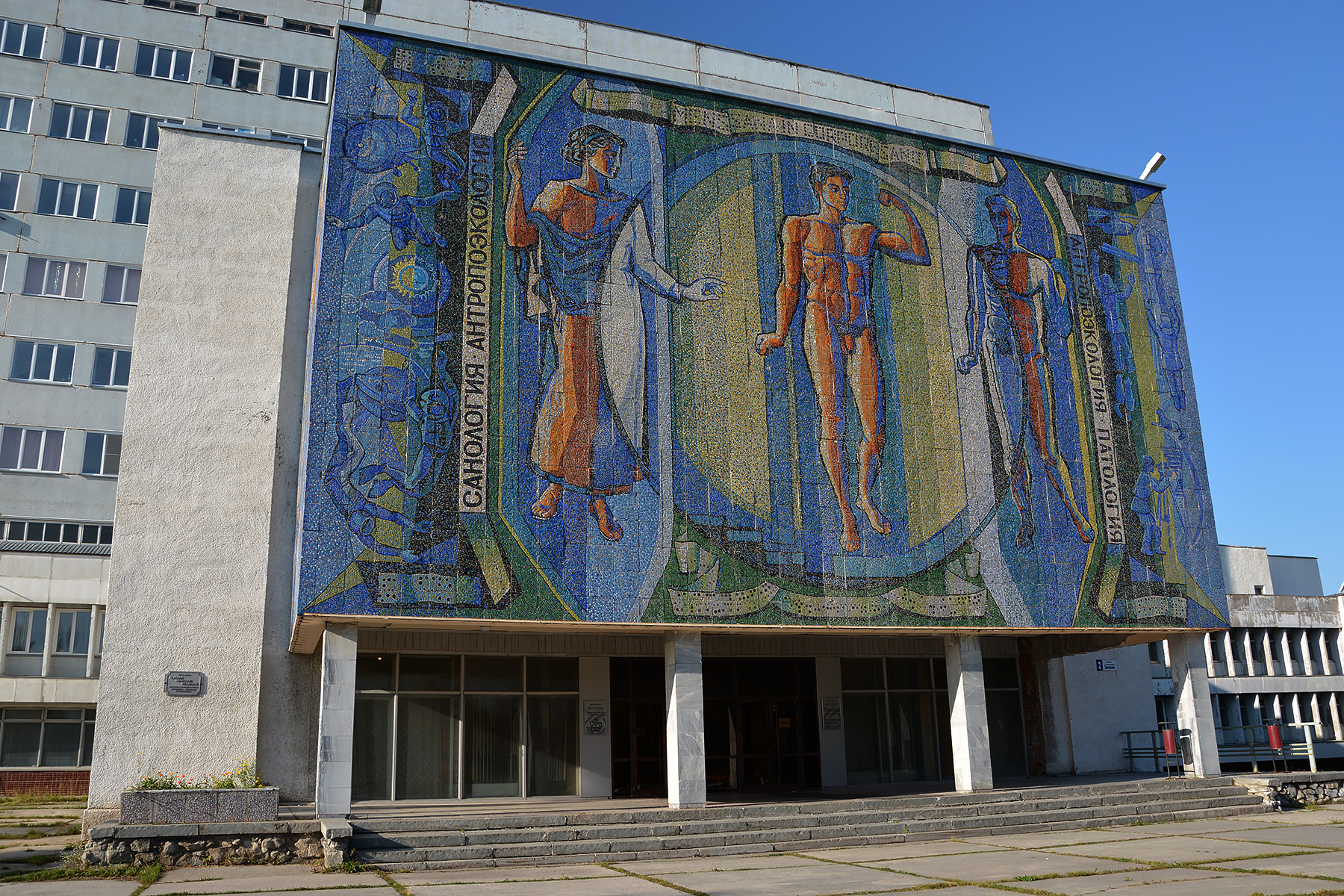
Перфолента на мозаике НИИ экспериментальной и клинической медицины (НИИЭКМ), Новосибирск

Перфолента широко использовалась в соцреализме как элемент оформления, символизирующий и пропагандирующий научно-технический прогресс: во времена СССР её изображали на плакатах, муралах и мозаиках, прежде всего — на научных и учебных учреждениях. Некоторые из работ сохранились до наших дней.